# Харів Дмитро Степанович

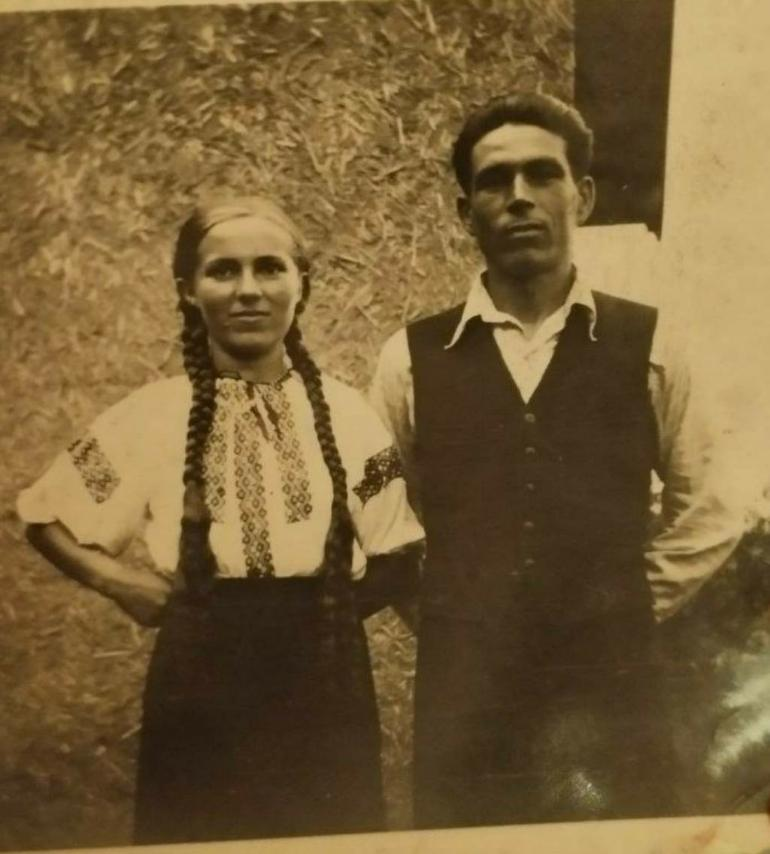
Дмитро Харів поруч із своєю дружиною Ольгою Байдою.

Харів Дмитро Степанович (1910, с. Загір'я Івано-Франківська область — 20 квітня 2005)  — українець, член ОУН, воїн УПА, був заарештований на 10 років. 
Дмитро Степанович був простим селянином, народженим 1910 року на Івано-Франківщині. Був малописемнним. Одружився з Ольгою Байдою, і мав двох дітей: Роману та Катерину. 

4 липня 1947 року був заарештований за наступними звинуваченнями: член ОУН, господарчий станичної ОУН. Військовим трибуналом військ МВС Станіславської обл. 30 липня 1947 був засуджений на 10 років позбавлення волі та 5 років урізання в правах із конфіскацією майна. Згодом повернувся додому. Реабілітований 5 серпня 1991 року.
Помер 20 квітня 2005 року.  Всього прожив 95 років.